# Masters of Dance
Masters of Dance ist eine deutsche Tanz-Castingshow.

## Konzept
Bei Masters of Dance treten Kandidaten an, die bereits als Tänzer aktiv sind. Das Konzept ist dabei ähnlich der von 2013 bis 2015 ausgestrahlten Tanzshow Got to Dance. In Auditions zeigen die Kandidaten ihr Können vor einer Jury, die aus der Tanzchoreografin Nikeata Thompson, dem YouTuber Julien Bam, Flying-Steps-Chef Vartan Bassil und dem Tanztrainer Dirk Heidemann besteht. Ähnlich wie bei The Voice bilden die Juroren Teams aus den weiterkommenden Tänzern.

## Staffel 1 (2018–2019)
| Folge | Erstausstrahlung  | Quote (Gesamt) | Marktanteil (Gesamt) |
| ----- | ----------------- | -------------- | -------------------- |
| 1     | 13. Dezember 2018 | 1,32 Mio.      | 4,8 %                |
| 2     | 20. Dezember 2018 | 1,2 Mio.       | 9,5 %                |
| 3     | 27. Dezember 2018 | 930 Tsd.       | 3,1 %                |
| 4     | 3. Januar 2019    | 930 Tsd.       | 7,5 %                |
| 5     | 10. Januar 2019   | 890 Tsd.       | 3,1 %                |

Sieger der Staffel wurde Patrick De Souza Campelo Feldmann, der nach 2013 in der Sendung Das Supertalent zum zweiten Mal im Finale einer Fernsehshow stand.

### Folge 1
20 Kandidaten im Alter von 17 bis 31 bewiesen sich in Folge 1 in Hip-Hop, Latin, Contemporary, Popping, Locking, Fusion, Ballroom, Urban Dance, Ballett, Jazz und House. Es schieden Damian Kruczek, Fabio Rothmund & Khea Gürtler, Justyna Leutner & Justine Rollinger, Nick Diekmann & Fiona Bliedtner, Julia Sophie Ladner, 1st Cut und D-Squared aus.
| Team    | Kandidaten                                                                             |
| ------- | -------------------------------------------------------------------------------------- |
| Nikeata | Vinzenz Dörlitz & Albena Daskalova, Felix Würkner, Sabrina Buljubasic & Nigel Ferguson |
| Julien  | True Nights, Maria Tolika, Rieke Kanbach & Steven Spiby, Tim Schmitz                   |
| Vartan  | Fource, Anthony David, Patrick de Souza                                                |
| Dirk    | Star Wars Crew, Artur Balandin & Anna Salita, Ekaterina Levy                           |

### Folge 2
20 Kandidaten im Alter zwischen 18 und 41 tanzten bei den Auditions vor, wohingegen elf weitere Auditions nicht komplett gezeigt wurden. Es schieden THREE-D, Berkay & Jelena, Kris Jobson, Primetime Crew und Glauber Lucas Mendes-Silva aus.
| Team    | Kandidaten |
| ------- | --- |
| Nikeata | Dennis Catalano, Team Recycled, Kristina Andreev, Anita Fast,                                                                     |
| Julien  | Sergey Mishchurenko, Fiona Fricke                                                                                                 |
| Vartan  | Fothamockaz, Sebastian Petrascu, Samia Hofmann, Jennifer Freitag-Paxmer, Afina Feodossiadi & Manuel Kailer, Michael Buchner       |
| Dirk    | Aigulim Gerich & Gregor Bronstein, Daniel Kolosin & Reginaldo Kingsley, Ivan Dubinin, Nora Franzke & Lucia Pölzer, Katja Morozova |

### Folge 3
In der 3. Folge durften die Juroren entscheiden, wer aus ihrer Gruppe antrat. Es standen viele verschiedene Tanzstile an und die Tänzer tanzten für ihr Team. Am Ende schieden Reginaldo Kingsley, Ivan Dubinin und Tim Schmitz wegen folgendem Ergebnis aus:
1. Team Vartan
2. Team Nikeata
3. Team Julien (muss einen ausscheiden lassen)
4. Team Dirk (muss zwei ausscheiden lassen)

### Folge 4
In dieser Folge schied als Team mit der niedrigsten Punktzahl das Team Dirk aus.

### Folge 5
Nach einigen Teamduellen wurde das Team Nikeata aus dem Rennen geworfen. Im finalen Company Duell mit allen Tänzern besiegte Team Vartan Team Julien. Vartan Bassil bestimmte aus seinen sechs Tänzern „Patrox“ (Patrick De Souza Campelo Feldmann) und Samia Hofmann für das finale Battle um die 50.000 Euro, das „Patrox“ gewann.